# Haut conseil islamique algérien
Le Haut conseil islamique (HCI) est un organe consultatif algérien créé en 1996, chargé d’émettre des avis à la lumière des prescriptions religieuses, en concertation avec les théologiens et autres spécialistes du droit musulman,, et de présenter un rapport périodique d'activité au président de la République. Le président actuel de cette institution est le professeur Mebrouk Zidelkhir.

## Contexte
Le Haut conseil islamique est un organe consultatif auprès du Président de la République, créé en vertu de l'article 171 de la Constitution de 1996, en tant que institution nationale de référence dans toutes les matières liées à l'islam, car elle travaille à encourager et à promouvoir tous les efforts de réflexion et d'Ijtihad afin de mettre en évidence les véritables fondements de l'islam.
L'amendement de la Constitution de 1989 est venu, et il a affecté l'essence même du système politique lui-même, car il est passé d'un système politique du Parti unique à un système pluraliste (article 40) et a décidé d'éloigner la vraie religion islamique des fluctuations politiques et de ce qui pourrait en résulter. De là, il a donc élevé le Haut conseil islamique d'un organe affilié au Ministère des Affaires religieuses et des Wakfs à une institution constitutionnelle indépendante. L'article 161 lui est consacré dans le deuxième chapitre, « Institutions consultatives », qui stipule que le Haut conseil islamique est institué par le Président de la République, et que le président de cette institution est désigné parmi ses membres. Quant à la constitution de 1996, elle a confirmé et soutenu cette tendance dans les articles 171 et 172.

## Missions
Le Haut conseil islamique est formé de quinze membres, dont un président, nommés par le président de la République. Son rôle, défini par l'article 206 de la Constitution algérienne, consiste à « encourager et  promouvoir l'Ijtihad » et à « émettre son avis au regard des prescriptions religieuses sur ce qui lui est soumis ».
Les missions principales de cette institution conformément au dispositions du décret présidentiel N°33-98 du 24 janvier 1998 sont,,:
- prendre en charge toutes les questions liées à l’islam, permettant de corriger les perceptions erronées.
- participer à l’évaluation et à la révision des programmes d’enseignement religieux et leur insertion cohérente dans le système éducatif.
- émettre des fatwas dans différents domaines du fiqh et de formuler par écrit son avis au regard des prescriptions religieuses.
- unifier la fatwa en Algérie et éviter le désaccord
- élaboration de projets de fatwas et de décisions de justice.
- étudier les problèmes pour leur apporter des solutions conformément à la charia islamique.
- donner une conception islamique de diverses questions qui concernent la vie spirituelle et matérielle de la Oumma.
- corriger les concepts pervers et les fatwas mineures.
- clarifier les valeurs sur lesquelles se fonde l'Islam, et introduire ses principes et ses directives.
- contribuer à diriger l'éducation et la formation religieuses islamiques.
- contribuer à la rationalisation du travail islamique et à la préservation de l'unité religieuse et civilisationnelle de la nation et à la protection de la société contre les dangers de la fragmentation sectaire et les maux des conflits sectaires.
- travailler à promouvoir la culture islamique correcte basée sur l'exactitude scientifique et caractérisée par une ouverture aux cultures mondiales, loin de tous les facteurs d'aliénation.
- travailler à faire revivre l'héritage islamique algérien à travers les âges par la recherche, l'investigation et la publication.
- lier les relations de coopération et d'intégration avec les organismes nationaux et les organisations liées aux compétences et aux objectifs du conseil.
- établir des relations de coopération et d'échange avec des organismes islamiques similaires, avec des institutions et organisations internationales dont le travail est conforme à la mission et aux objectifs du Conseil.
- l'incarnation de l'activité du Conseil dans les médias nationaux, audiovisuels et écrits.
- collecter des livres et des magazines publiés et émis en relation avec l'islam et les musulmans, dans différentes langues et dans différents pays.
- organiser des conférences, des colloques, des forums et des tables rondes, dans le but de sensibiliser et de diffuser la vraie religion islamique.
- publier des publications islamiques pour mettre en valeur les valeurs et les monuments islamiques.

## Présidence
- Abdelmadjid Méziane (1998-2001)[8].
- Cheikh Bouamrane (2001-2016)[9].
- Bouabdellah Ghlamallah, (22 septembre 2016 - 29 septembre 2024)[10],[11]. En 2021, il déclenche une polémique sur les réseaux sociaux en déclarant qu'« un Algérien ne peut être que musulman. »[1].
- Mebrouk Zidelkhir, (14 octobre 2024 -)[12].